# Município de Walnut Creek (condado de Holmes, Ohio)
O município de Walnut Creek (em inglês: Walnut Creek Township) é um município localizado no condado de Holmes no estado estadounidense de Ohio. No ano de 2010 tinha uma população de 3.821 habitantes e uma densidade populacional de 53,04 pessoas por km².

## Geografia
O município de Walnut Creek encontra-se localizado nas coordenadas 40° 33′ 24″ N, 81° 42′ 11″ O. Segundo a Departamento do Censo dos Estados Unidos, o município tem uma superfície total de 72.04 km², da qual 71,96 km² correspondem a terra firme e (0,11 %) 0,08 km² é água.

## Demografia
Segundo o censo de 2010, tinha 3.821 habitantes residindo no município de Walnut Creek. A densidade populacional era de 53,04 hab./km². Dos 3.821 habitantes, o município de Walnut Creek estava composto pelo 99,53 % brancos, o 0,13 % eram afroamericanos, o 0,08 % eram amerindios, o 0,03 % eram asiáticos, o 0,05 % eram de outras raças e o 0,18 % eram de uma mistura de raças. Do total da população o 0,37 % eram hispanos ou latinos de qualquer raça.